# Machimus elegans
Machimus elegans är en tvåvingeart som först beskrevs av Friedrich Hermann Loew 1849.  Machimus elegans ingår i släktet Machimus och familjen rovflugor. Inga underarter finns listade i Catalogue of Life.